# Bobby Butler
Robert Calvin Butler (Delray Beach, 28 maggio 1959) è un ex giocatore di football americano statunitense che ha militato nel ruolo di cornerback nella National Football League (NFL).

## Carriera
Al college Butler giocò a football a Florida State. Fu scelto come venticinquesimo assoluto nel Draft NFL 1981 dagli Atlanta Falcons. Vi giocò per tutta la carriera fino al 1992 mettendo a segno 27 intercetti, con un primato personale di 5 nel 1981 e nel 1985.

## Vita privata
Il figlio, Brice Butler, giocò come wide receiver nella NFL.